# HD53062
HD53062 — хімічно пекулярна зоря спектрального класу A0, що має видиму зоряну величину в смузі V приблизно  9,5.
Вона  розташована на відстані близько 8363,0 світлових років від Сонця.

## Пекулярний хімічний вміст
Зоряна атмосфера HD53062 має підвищений вміст 
Si
.